# Chevrolet Blazer EV

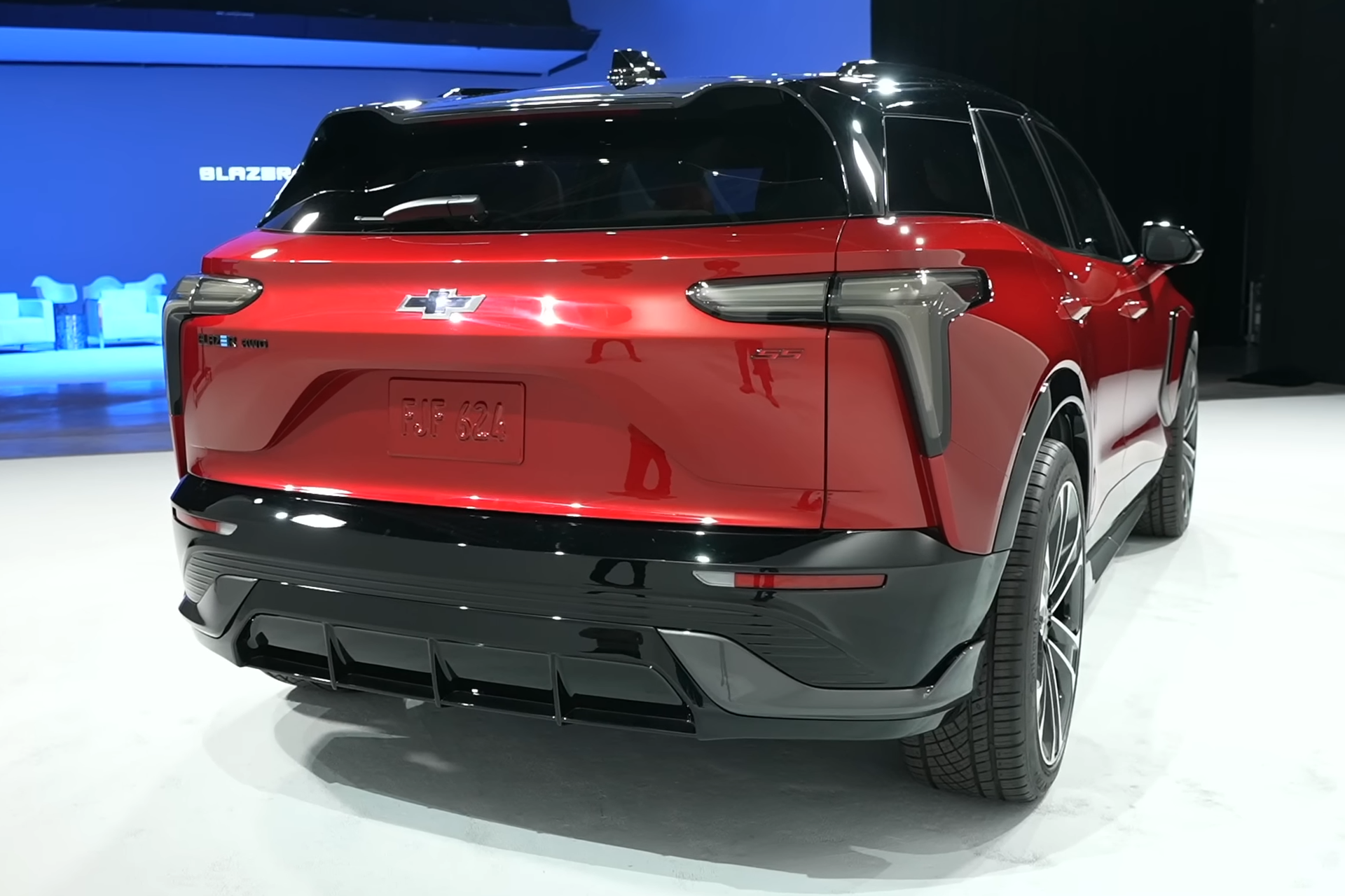
Вид сзади

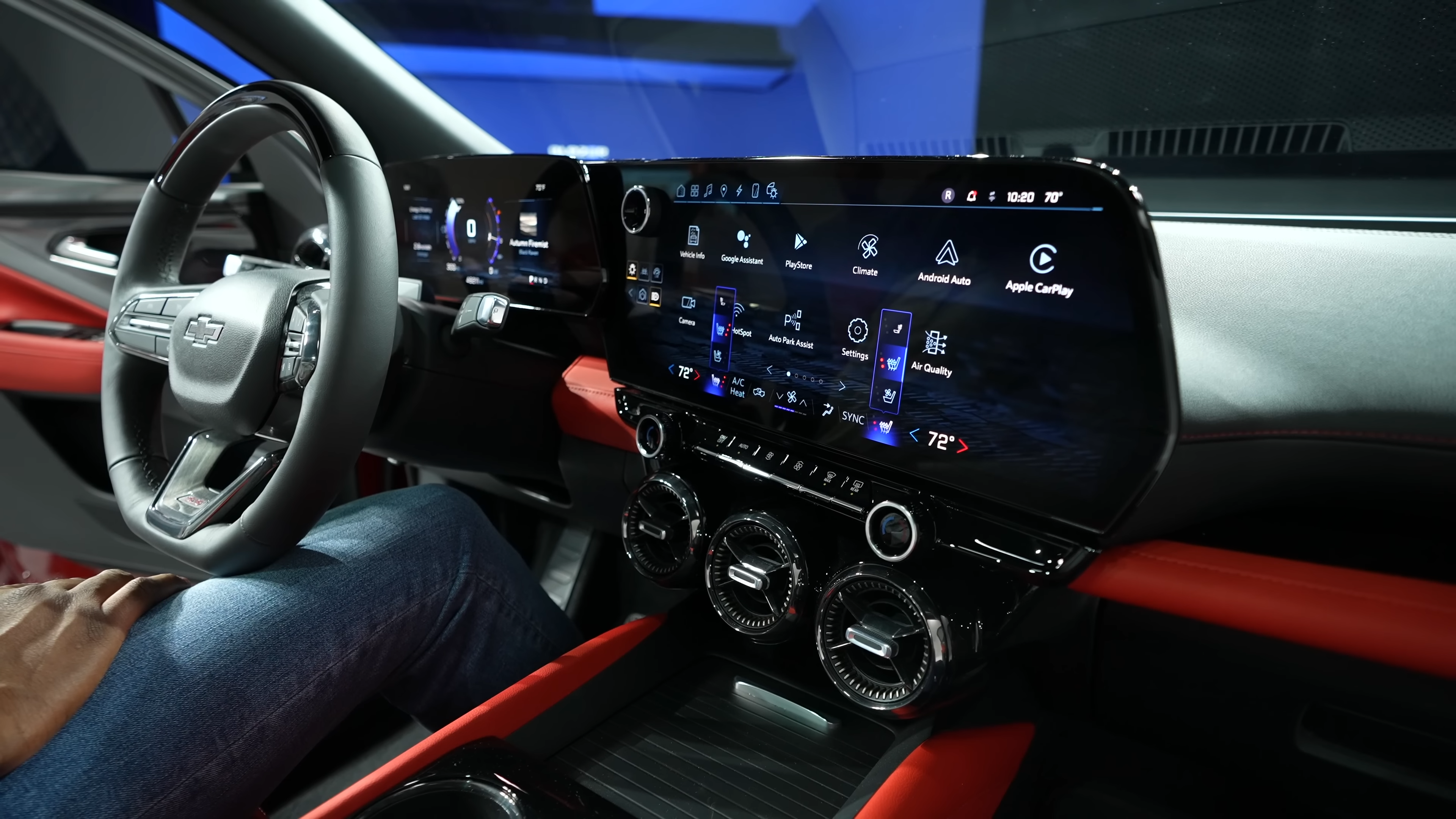
Место водителя

Chevrolet Blazer EV — электромобиль на базе Chevrolet Blazer, выпускаемый с 2023 года под маркой Chevrolet, которая принадлежит General Motors.
Запас хода составляет 510 км. Отделки автомобиля — 1LT, 2LT, RS и SS.
В комплект входят система безопасности Chevy Safety Assist и дополнительная полуавтономная система Super Cruise. Chevrolet Blazer EV является первым автомобилем с эмблемой SS.
Автомобиль оснащается электродвигателем мощностью 565 л. с. С первого квартала 2024 года производится также автомобиль полиции.
Конкурентами автомобиля являются Tesla Model Y и Ford Mustang Mach-E.